# Donald MacCarthy
Pour les articles homonymes, voir MacCarthy.
Donald ou Donal MacCarthy ou Domhnall mac Domhnaill Mac Carthaigh Mór (né vers 1530 et mort en 1596  avant le 12 février 1597), 1er comte de Clancare, est le chef du clan Carthy (le MacCarthy Mor) (de 1553 à sa mort) et le dernier prince des irlandais de Desmond (de 1553 à 1565, puis de 1587 à sa mort), c'est-à-dire principalement des actuels comtés de Kerry et Cork.

## Biographie
Fils de Domhnall an Drominin Mac Carthaigh Mór, chef du clan Carthy (de 1516 à sa mort) et prince des irlandais de Desmond, héritier des rois de Munster, puis de Desmond. Il est le frère de Lady Catherine Mac Carthy-Mor, mariée à Lord Finghin Mac Carthy-Reagh (fils de Donal, prince de Carbery) ; et Lady Ellen (enterrée à l’abbaye de Muckross), mariée en 1553 à James Fitz Gerald, 16e Desmond, puis à Conor O’Brien, 3e comte de Thomond.
En 1553, Donald Mac Carthy prête hommage à Sir Anthony Léger, lord député d’Irlande et, l’année suivante, marie sa sœur Ellen au vieux comte de Desmond, son propre beau-père, veuf. Armé chevalier à Limerick le 26 juin 1558 par le comte de Sussex, lord lieutenant d’Irlande.  Il est convoqué à Londres en 1565 et contraint de se soumettre à la couronne d'Angleterre non plus en vassal mais en sujet. Il reçoit alors le 24 juin 1565, l’investiture de ses terres et les titres de 1er comte de Clancare et baron Valentia. 
Il épouse en 1553 Honoria Fitz Gerald, fille de James, 14e comte de Desmond, et de More O’Carroll, et sœur de Gerald FirzGerald, 15e et dernier comte de Desmond de 1558 à sa mort, grand animateur des révoltes du Munster entre 1569 et sa mort, allié à son beau-frère Donal Mac Carthy Mor. En 1553, Donald devient donc à la fois le gendre et le (très jeune) beau-frère du 14e comte de Desmond.
De 1569 à sa mort, le comte de Glencar est en révolte ouverte contre la reine Elisabeth d'Angleterre. En 1587, il dénonce son allégeance à la couronne d’Angleterre et reprend ses titres antérieurs. C’est avec lui que s’effondre l’ancien ordre gaélique et que débute le nouvel ordre anglais. En 1598, la comtesse de Clancare est autorisée par la couronne à conserver un tiers des domaines de son défunt mari. En 1606, les comtés de Desmond et de Glencar disparaissent pour donner naissance aux actuels comtés de Cork et de Kerry

## Titres
- Comte de Clancare (déformation ou diminutif de Clan Carthy), alias de Glencar (bourg où se trouvait l'une de ses résidences) par lettres patentes de la reine Elisabeth d'Angleterre du 24 juin 1565 et baron de Valentia, alias de Bheil Inse (île lui appartenant), par les mêmes lettres ;
- Abbé laïc de l'Abbaye de Muckross, vice-amiral et haut shérif du comté de Glencar ;
- Général des clans irlandais de Desmond ;
- Seigneur des forteresses de Ballycarbery et Castle Lough.

## Famille et descendance
1. Taig Mac Carthy-Mor (né vers 1560 en France, mort en 1587 ou 1588), baron (alias vicomte) de Valentia, accompagne son père à Londres en juin 1565, otage en Angleterre, puis réfugié en France, où il meurt (possiblement empoisonné).
2. Lady Ellen (ou Eveleen) Mac Carthy-Mor (née vers 1565), princesse des irlandais de Desmond, dame du comté de Glencar et de Muckross, mariée à Muckross à son cousin Finghin Mac Cartaigh  Riabhach (anglicisé en Florence Mac Carthy-Reagh) (né en 1561 ou 1562, mort en 1640 à Londres), surnommé lord Kinsale, puis « the Mac Carthy-Mor”, chef (alias comte) du clan Carthy, fils de Donogh, prince de Carbery, et d'une Fitz Gerald de Desmond. La dot de lady Ellen est de 6 000 £, une somme considérable à l'époque.
3. Domnhall mac Domhnaill « le bâtard », dit « The Mac Carthy-Mor », rival de son beau-frère Finghin de 1597 à 1615.

## Source
- (en) Terry Clavin, MacCarthy Mór, Donal, octobre 2009 (DOI 10.3318/dib.005138.v1, lire en ligne)